# Llengües atapascanes de la costa del Pacífic
Les llengües atapascanes de la costa del Pacífic constitueixen una agrupació geogràfica, possiblement també filogenètica, de les llengües atapascanes.

## Classificació

### Atapascà de Califòrnia
1. Hupa (o Hoopa-Chilula)
- Hupa
- Chilula-Whilkut

- Chilula
- Whilkut
2. Riu Mattole–Bear
- Mattole
- Riu Bear

3. Riu Eel
- Sinkyone
- Wailaki
- Nongatl
- Lassik

4. Cahto (o Kato) (a vegades considerat dialecte de la llengua del riu Eel)

### Atapascà d'Oregon
4. Alt umpqua
5. riu Rogue (o Tututni o baix riu Rogue)
- Upper Coquille

Coquille
Flores Creek
- Tututni

Tututunne
Mikwunutunne
Joshua (o Chemetunne)
Sixes
riu Pistol (o Chetleshin)
Wishtenatin (o Khwaishtunnetunnne)
- Euchre Creek
- Chasta Costa (o riu Illinois, Chastacosta, Chasta Kosta)

6. Galice–Applegate
- Galice
- Applegate (o Nabiltse)

7. Tolowa
- Chetco
- riu Smith

## Comparació lèxica
Els numerals en diferents llengües atapascanes de costa del Pacífic són:
| GLOSA | Atapascà de Califòrnia | Atapascà de Califòrnia | Atapascà de Califòrnia | Atapascà de Califòrnia | Atapascà de Califòrnia | Atapascà de Oregon | Atapascà de Oregon | Atapascà de Oregon | Atapascà de Oregon | Atapascà de Oregon |
| GLOSA | Hupa                   | Mattole                | río Bear               | Sinkyone               | PROTO-ATAP. CALIFORN.  | Alt Umpqua         | Chasta             | Coaquille          | Tolowa             | PROTO-ATAP. OREGÓN |
| ----- | ---------------------- | ---------------------- | ---------------------- | ---------------------- | ---------------------- | ------------------ | ------------------ | ------------------ | ------------------ | ------------------ |
| '1'   | ɬaʔ                    | láihaʔ                 | ɬaihaʔ                 | ɬáʔhaʔ                 | *ɬaʔha                 | áitʰla             | ɬa(ːca)            | ɬaʃa               | ɬaː                | *ɬaː               |
| '2'   | nahxi                  | nakxéʔ                 | naka                   | nak!                   | *nahki                 | nákhok             | náːxi              | náxe               | naːxe              | *naːxi             |
| '3'   | taːqʼi                 | daːk’é                 | taka                   | taːk!                  | *taːk’i                | taːk               | tʰáːɣi             | táxe               | tʰaːxe             | *taːɣi             |
| '4'   | diŋkʲʼi                | dint’syéʔ              | dintce                 | dĩk!                   | *diŋkʼi                | tóntcik            | dʌnʧi              | dənʧi              | tʌnʧiʔ             | *t’ənʧi            |
| '5'   | ʧʷolaʔ                 | kjikxóːɬaʔ             | halabənɬa              | skölá                  | *sxoːɬaʔ               | çwolak             | sxôlaː             | sxwólax            | ʂʷeːlaʔ            | *ʂxoːɬaʔ           |
| '6'   | xostaːni               | gwostχáːn              | kotsam                 | köstáy                 | *gostʰaːni             | wostʰaːne          | kʼwɑstʰáːne        | kwostaːne          | kʼʷestʰaːni        | *kʼwostʰaːni       |
| '7'   | xohkʲʼidi              | laʔsgwód               | tcuwsit                | bukus nak!             | *goskidi               | hoitahi            | sʧɑtdé             | sʧæteː             | ʂʧeːtʼe            | *sʧet’e            |
| '8'   | kʲeːnim                | djiʔt’syéd             | lebadintce             | bukus taːk!            |                        | nakanti            | naːxʌndoː          | naxandu            | laːniːʂʌtnaːtʰa    | *nahkantu          |
| '9'   | miqʼostawi             |                        | ɬasgot                 | bukus dĩk!             |                        | áiɬtʰlant          | lándoː             | lanti              | ɬaʔtwi             | *ɬanti             |
| '10'  | minɬaŋ                 | nisiyaʔn               | nesiyan                |                        | *nesiyan               | kwuneza            | hwêʔθe             | hwsæːsə            | neːsan             | *kweneza(n)        |